# Matthias Onken
Matthias Onken (* 17. August 1972 in Hamburg) ist ein deutscher Journalist, Lobbyist und Autor.

## Leben und Wirken
Als Sohn eines Juristen und einer Psychotherapeutin ist Onken in Hamburg geboren, hat einen jüngeren Bruder und verbrachte seine Kindheit ab der Grundschule in München. „Vorübergehend war er Mitglied der Grünen Jugend“, laut Eigenangaben. Nach dem Fachabitur und dem absolvierten Zivildienst beim Paritätischen Wohlfahrtsverband zog er 1995 zurück nach Hamburg.
Beim Pinneberger Tageblatt machte er ein Volontariat. Im Jahre 2000 wechselte er zur Hamburger Morgenpost (Mopo), wo er über Stationen als Polizeireporter, Rathausreporter, später stellvertretender Chefredakteur wurde und nach dem Wechsel von Josef Depenbrock zur Berliner Zeitung, ihm ab Juli 2006 als Chefredakteur der Mopo folgte. Im November 2007 erhält er einen Posten als gleichberechtigter Redaktionsleiter neben Gerald Selch bei der Regionalausgabe Bild Hamburg, welchen er im Februar 2008 antrat. Ende April 2011 wurde seine Stelle als Bild-Redaktionsleiter durch Tanit Koch ersetzt.
2011 gründete er die Kommunikationsagentur „Onken + Partner“. Ab Januar 2019 führt er gemeinsam mit Dorothee Martin (SPD) als Gesellschafterin bis Ende 2022 die Kommunikationsagentur „Onken/Martin“. Seit Januar 2024 ist er als selbstständiger Executive Consultant der Unternehmensberatung „von Beust & Coll.“ des ehemaligen Hamburger Bürgermeisters Ole von Beust (CDU) angeschlossen.
Onken ist in zweiter Ehe verheiratet und hat drei Kinder.

## Buchveröffentlichungen
- Bis nichts mehr ging. Rowohlt-Taschenbuch-Verlag, Reinbek bei Hamburg 2013, ISBN 978-3-499-63000-2